# Mihai Fulea
Mihai Fulea a fost un pugilist român din perioada interbelică. După cariera sportivă a devenit antrenor al clubului CFR București.